# Monica - Monica
Monica - Monica är sångerskan Monica Zetterlunds sjunde studioalbum, inspelat 1971 i arrangemang av Monica Dominique. 

## Låtlista
1. En man mer att glömma (One less bell to answer - musik: Burt Bacharach, text: Åke Arenhill)
2. Folkvisa från Sätra (musik: Monica Dominique, text: Lars Sjöberg)
3. Dobedobedo (Doobedood'ndoobe, Doobedood'ndoobe, Doobedoo'ndoo - musik: Deke Richards, text: Lars Sjöberg)
4. Adagio (musik: tillskriven Tomaso Albinoni, text: Lars Nordlander)
5. I valet och kvalet (musik: Jan Johansson, text: Gustaf Fröding)
6. Trubbel (text & musik: Olle Adolphson)
7. Soolaimon (musik: Neil Diamond, text: Beppe Wolgers)
8. Vad vet väl jag (The thoughts of a gentleman - musik: Steve Kuhn, text: Åke Arenhill)
9. Zäpovalsen (Toads of the short forest - musik: Frank Zappa, text: Monica Dominique)
10. Du mitt liv (My Sweet Lord - musik: George Harrison, text: Peter Himmelstrand)

## Medverkande
- Monica Zetterlund – Sång
- Monica Dominique – Orgel, elpiano, piano, tempelblock
- Ytterligare 8 altviolinister samt 4 körsångare